# Helenium mexicanum
Helenium mexicanum es una especie de planta fanerógama de la familia Asteraceae.

## Descripción
Es una planta herbácea que alcanzan un tamaño de 80 cm de altura. Las hojas nacen desde el suelo, son alargadas como espátulas de color verde pálido y las flores son amarillas agrupadas en cabezuelas, que están mirando al sol.

## Distribución y hábitat
Es originaria de México, donde habita en climas cálidos, semicálidos y templados entre los 1000 y los 2200 m s. n. m., asociada a bosques tropicales caducifolios y subcaducifolio, bosque mesófilo de montaña, bosque espinoso, matorral xerófilo, bosques de encino y de pino.

## Propiedades
En medicina popular se usa en enfermedades respiratorias: como estornutatorio, para descongestionar las vías respiratorias, en la gripe y el catarro constipado. En este último caso, se huelen las flores o se ponen directamente en las fosas nasales para provocar el estornudo.
Historia
El Códice Florentino, en el siglo XVI menciona su uso para el estómago, el desmayo de corazón y para la fiebre.
A finales del siglo XIX, en Datos para la Materia Médica Mexicana se señala: después de realizar varias observaciones clínicas y de otras experiencias análogas concluyen que la resina de la planta es muy irritante. Es un purgante drástico pero cuyo uso no debe recomendarse. También, de las observaciones hechas se puede deducir que la sustancia obra sobre los centros nerviosos; la resina es vomi-purgante y es necesario privar por completo de ella el alcaloide, si quisiera usarse como tal, pues de otro modo sería muy peligrosa su administración. El Instituto Médico Nacional refiere los usos siguientes: catártico ataxia de los tabicos, antineurálgico, estornutatorio y miosis.
Para el siglo XX, Maximino Martínez la reporta como acaricida, antiséptico, ataxia de los tabicos y estornutatorio la Sociedad Farmacéutica de México la cita como estornutatorio.
Química
Las flores contienen, un aceite esencial, el alcaloide chapuzina, resina ácida, materia colorante y grasa. De la planta se han aislado lactonas sesquiterpenos.

## Taxonomía
Helenium mexicanum fue descrita por Carl Sigismund Kunth y publicado en Nova Genera et Species Plantarum (folio ed.) 4: 235. 1820[1818].
Sinonimia
- Heleniastrum mexicanum (Kunth) Kuntze
- Helenium centrale Rydb.[3]

## Nombres comunes
En México: Cabezona, chapuz, sacapedo.